# بيرش باي (واشنطن)
بيرش باي (بالإنجليزية: Birch Bay CDP, Washington)‏ هي منطقة سكنية تقع بولاية واشنطن في الولايات المتحدة. تبلغ مساحتها 54.9 كم2، وترتفع عن سطح البحر 3 م، بلغ عدد سكانها 8,413 نسمة في عام 2010 حسب إحصاء مكتب تعداد الولايات المتحدة وتصل الكثافة السكانية فيها 153.2 نسمة لكل كيلومتر مربع (396.8/ميل2).

## التركيبة السكانية
حدّد مكتب تعداد الولايات المتحدة بيانات التركيبة السكانية لبيرش باي في تعداد الولايات المتحدة. في ما يلي، التركيبة السكانية حسب تعدادي 2000 و2010.

### تعداد عام 2000
بلغ عدد سكان بيرش باي 4,961 نسمة بحسب تعداد عام 2000، وبلغ عدد الأسر 2,125 أسرة وعدد العائلات 1,417 عائلة مقيمة في المنطقة السكنية. في حين سجلت الكثافة السكانية 90.4 نسمة لكل كيلومتر مربع (234.1/ميل2). وبلغ عدد الوحدات السكنية 5,105 وحدة بمتوسط كثافة قدره 93 لكل كيلومتر مربع (240.9/ميل2).
وتوزع التركيب العرقي للمنطقة السكنية بنسبة 92.36% من البيض و1.05% من الأمريكيين الأفارقة و1.19% من الأمريكيين الأصليين و1.23% من الأمريكيين ذوي الأصول الآسيوية و0.14% من سكان جزر المحيط الهادئ و1.91% من الأعراق الأخرى و2.12% من عرقين مختلطين أو أكثر و4.45% من الهسبانيون أو اللاتينيون من أي عرق.
بلغ عدد الأسر 2,125 أسرة كانت نسبة 29.1% منها لديها أطفال تحت سن الثامنة عشر تعيش معهم، وبلغت نسبة الأزواج القاطنين مع بعضهم البعض 53.5% من أصل المجموع الكلي للأسر، ونسبة 9.3% من الأسر كان لديها معيلات من الإناث دون وجود شريك،  بينما كانت نسبة 3.9% من الأسر لديها معيلون من الذكور دون وجود شريكة وكانت نسبة 33.3% من غير العائلات. تألفت نسبة 26.4% من أصل جميع الأسر من عدة أفراد يعيشون في نفس المنزل ونسبة 8.2% كانت تتألف من شخص يعيش بمفرده يبلغ من العمر 65 عاماً أو أكثر. وبلغ متوسط حجم الأسرة المعيشية 2.33، أما متوسط حجم العائلات فبلغ 2.80.
بلغ العمر الوسطي للسكان 40.7 عاماً. وكانت نسبة 23.2% من القاطنين تحت سن الثامنة عشر، وكانت نسبة 6.2% بين الثامنة عشر والرابعة والعشرين عاماً، ونسبة 27% كانت واقعةً في الفئة العمرية ما بين الخامسة والعشرين والرابعة والأربعين عاماً، ونسبة 27.7% كانت ما بين الخامسة والأربعين والرابعة والستين، ونسبة 15.8% كانت ضمن فئة الخامسة والستين عاماً فما فوق. يوجد لكل 100 أنثى 97.4 ذكر، ويوجد لكل 100 أنثى في الثامنة عشر من عمرها فما فوق 92.9 ذكر.
بلغ متوسط دخل الأسرة في المنطقة السكنية 40,040 دولارًا، أما متوسط دخل العائلة فبلغ 44,280 دولارًا. وكان متوسط دخل الذكور 41,198 دولارًا مقابل 27,076 دولارًا للإناث. وسجل دخل الفرد الخاص بالمنطقة السكنية 21,204 دولارًا. وكانت نسبة 6.7% من العائلات ونسبة 9.4% من السكان تحت خط الفقر، وكان من هؤلاء نسبة 14.1% تحت سن الثامنة عشر ونسبة 0.9% في الخامسة والستين من العمر وما فوق.

### تعداد عام 2010
بلغ عدد سكان بيرش باي 8,413 نسمة بحسب تعداد عام 2010، وبلغ عدد الأسر 3,582 أسرة وعدد العائلات 2,363 عائلة مقيمة في المنطقة السكنية. في حين سجلت الكثافة السكانية 153.2 نسمة لكل كيلومتر مربع (396.8/ميل2). وبلغ عدد الوحدات السكنية 5,411 وحدة بمتوسط كثافة قدره 98.6 لكل كيلومتر مربع (255.4/ميل2).
وتوزع التركيب العرقي للمنطقة السكنية بنسبة 88.61% من البيض و0.95% من الأمريكيين الأفارقة و1.21% من الأمريكيين الأصليين و3.22% من الأمريكيين ذوي الأصول الآسيوية و0.34% من سكان جزر المحيط الهادئ و1.71% من الأعراق الأخرى و3.95% من عرقين مختلطين أو أكثر و6.19% من الهسبانيون أو اللاتينيون من أي عرق.
بلغ عدد الأسر 3,582 أسرة كانت نسبة 26.8% منها لديها أطفال تحت سن الثامنة عشر تعيش معهم، وبلغت نسبة الأزواج القاطنين مع بعضهم البعض 54.6% من أصل المجموع الكلي للأسر، ونسبة 7.5% من الأسر كان لديها معيلات من الإناث دون وجود شريك،  بينما كانت نسبة 3.9% من الأسر لديها معيلون من الذكور دون وجود شريكة وكانت نسبة 34% من غير العائلات. تألفت نسبة 26.9% من أصل جميع الأسر من عدة أفراد يعيشون في نفس المنزل ونسبة 8.6% كانت تتألف من شخص يعيش بمفرده يبلغ من العمر 65 عاماً أو أكثر. وبلغ متوسط حجم الأسرة المعيشية 2.34، أما متوسط حجم العائلات فبلغ 2.83.
بلغ العمر الوسطي للسكان 44.2 عاماً. وكانت نسبة 21.5% من القاطنين تحت سن الثامنة عشر، وكانت نسبة 6% بين الثامنة عشر والرابعة والعشرين عاماً، ونسبة 23.4% كانت واقعةً في الفئة العمرية ما بين الخامسة والعشرين والرابعة والأربعين عاماً، ونسبة 31.7% كانت ما بين الخامسة والأربعين والرابعة والستين، ونسبة 17.4% كانت ضمن فئة الخامسة والستين عاماً فما فوق. وتوزع التركيب الجنسي للسكان بنسبة 49.9% ذكور و50.1% إناث.